# Bulgarie aux Jeux olympiques d'été de 1952
La Bulgarie participe aux Jeux olympiques d'été de 1952 organisés à Helsinki, en Finlande. C'est la quatrième participation de ce pays à des Jeux olympiques d’été. La délégation bulgare est constituée de 63 athlètes dont 9 femmes qui  concourent dans 8 sports. En dépit d’une représentation numériquement assez importante, les athlètes bulgares doivent se contenter d’une seule médaille. Une médaille de bronze obtenue par le boxeur Boris Nikolov, également porte-drapeau de sa délégation. Grâce à cette performance, La Bulgarie se situe ainsi en 40e et dernière position du tableau de médailles final. Place partagée avec le Portugal, le Venezuela et l’Égypte.

## Liste des médaillés bulgares
| Médaille           | Athlète       | Sport | Épreuve               |
| ------------------ | ------------- | ----- | --------------------- |
| Médaille de bronze | Boris Nikolov | Boxe  | Poids moyens (-75 kg) |

## Sources
- (fr) Résultats officiels des jeux de Londres sur le site du Comité international olympique
- (en) Bulgarie aux Jeux olympiques d'été de 1952 sur Olympedia.org